# Адміністративний устрій Шишацького району
Адміністративний поділ Шишацького району — адміністративно-територіальний поділ Шишацького району Полтавської області на 1 селищну громаду і 3 сільські ради, які об'єднують 77 населений пункт. Скасовано 17 липня 2020 р.

## Список громадШишацького району
| № | Назва                    | Центр      | Населені пункти | Площа км² | Місце за площею | Населення (2001), чол. | Місце за населенням |
| - | ------------------------ | ---------- | --- | --------- | --------------- | ---------------------- | ------------------- |
| 1 | Шишацька селищна громада | смт Шишаки | с. Бабичі c. Баранівка c. Велика Бузова c. Великий Перевіз с. Величкове с. Вертелецьке с. Вишневе с. Воронянщина c. Воскобійники с. Гнатенки c. Гоголеве с. Горішнє с. Гребеняки с. Григорівщина с. Дем'янки с. Дмитрівка c. Жоржівка с. Зелене с. Кирпотівка с. Киселиха с. Климове c. Ковердина Балка с. Колодяжне с. Коляди с. Криворучки с. Легейди с. Лещани с. Луці с. Мала Бузова с. Малий Перевіз с. Маликівщина с. Маначинівка с. Маслівці c. Михайлики с. Науменки с. Низова Яковенщина с. Носи с. Павлівка с. Пелагеївка с. Переводчикове с. Першотравневе c. Покровське с. Порскалівка с. Принцеве c. Пришиб с. Романки c. Сагайдак с. Салимівщина с. Самари с. Сулими с. Тищенки с. Товсте с. Харенки с. Хвощове с. Ходосиха с. Христівка с. Цьови с. Чернишівка с. Чорнобаї с. Шарлаївка с. Шафранівка с. Швадрони смт Шишаки с. Яковенщина-Горова |           |                 |                        |                     |

## Список сільських радШишацького району
| № | Назва                      | Центр        | Населені пункти                                                         | Площа км² | Місце за площею | Населення (2001), чол. | Місце за населенням |
| - | -------------------------- | ------------ | ----------------------------------------------------------------------- | --------- | --------------- | ---------------------- | ------------------- |
| 1 | Ковалівська сільська рада  | c. Ковалівка | c. Ковалівка                                                            |           |                 |                        |                     |
| 2 | Федунська сільська рада    | c. Федунка   | c. Федунка с. Білаші с. Зозулі с. Мірошники с. Раївка с. Римиги         |           |                 |                        |                     |
| 3 | Яреськівська сільська рада | c. Яреськи   | c. Яреськи с. Бухуни с. Гончарі с. Нижні Яреськи с. Соснівка с. Хвальки |           |                 |                        |                     |

* Примітки: м. — місто, смт — селище міського типу, с. — село

## Колишні населені пункти
- Малі Хурси († 1986)
- Гребеняки († 2010)